# Fischamend
Fischamend – miasto w Austrii, w kraju związkowym Dolna Austria, w powiecie Bruck an der Leitha. Liczy 5 150 mieszkańców (1 stycznia 2014). Do 31 grudnia 2016 należało do powiatu Wien-Umgebung.

## Współpraca
Miejscowość partnerska:
- Püspökladány, Węgry